# Ла Костаљија (Пистоја)
Ла Костаљија је насеље у Италији у округу Пистоја, региону Тоскана.
Према процени из 2011. у насељу је живело 216 становника. Насеље се налази на надморској висини од 40 м.